# Giovanni Piazza
Giovanni de Oliveira Gaion Piazza (ur. 4 marca 2001) – brazylijski zapaśnik walczący w stylu wolnym. Zajął dziewiąte miejsce na mistrzostwach panamerykańskich w 2022. Brązowy medalista igrzysk Ameryki Południowej w 2022. Trzeci na mistrzostwach panamerykańskich juniorów w 2019 roku.